# Conophyma boldyrevi
Conophyma boldyrevi är en insektsart som beskrevs av Bei-bienko 1948. Conophyma boldyrevi ingår i släktet Conophyma och familjen Dericorythidae.

## Underarter
Arten delas in i följande underarter:
- C. b. ambiguum
- C. b. angustum
- C. b. boldyrevi